# Варгун Михайло Григорович
Михайло Григорович Варгун (нар. 18 вересня 1950, с. Трибухівці Бучацького району Тернопільської області) — український педагог-хормейстер, фольклорист, директор Херсонського училища культури (від 26.07.2002), декан факультету культури Херсонського національного університету культури та мистецтва (від 2004). Заслужений працівник культури України (2003), нагороджений орденом «За заслуги» ІІІ ступеня.

## Життєпис
Михайло Варгун народився 18 вересня 1950 року в селі Трибухівцях на Бучаччині (Тернопільщина).
Закінчив музичне училище у м. Хмельницький (1970, диригент-хормейстр); Київський інститут культури (1975, диригент-хормейстр).
1975—1976 — художній керівник БКТ, м. Тернопіль. 1976—1983 — відповідальний секретар заступника голови правління Херсонського обласного музичного товариства УРСР; керівник народного хору ХДПІ; керівник народного хору с. Східне Білозерського району Херсонської області; засновник, керівник народного хору с. Олександрівка Снігурівського району Миколаївської області.
1983—1997 — викладач хорових дисциплін ХКПУ (від 1999 — училище культури). 1997—2002 — директор Херсонського обласного центру народної творчості. Керівник народного хору с. Чорнобаївка Білозерського району Херсонської області (від 1995).
Засновник і організатор регіонального фестивалю хорових колективів «Чорнобаївський заспів» (1998), херсонського художнього фольклорного колективу «Свічадо», (від 18.09.2000)

## Відзнаки
- гран-прі всеукраїнського фестиваля громадської організації «Просвіта» (2002, 2003)
- лауреат всеукраїнського конкурсу «Байда» (2002).
- Відзнака Президента України — ювілейна медаль «25 років незалежності України» (2016).[1]